# San Martín de Améscoa
San Martín de Améscoa (San Martin Ameskoa en euskera) es un concejo del valle y municipio navarro de Améscoa Baja. En 2017 tenía una población de 74 habitantes. Lo cruza la carretera NA-7130. Tiene una parada de autobús de la línea Larraona-Estella.
Tuvo un palacio cabo de armería que perteneció al marqués de Andía.

## Naturaleza
Desde San Martín parte un camino de ascenso al monte Larregoiko (1.023 m s. n. m.), en la Sierra de Urbasa, desde el cual se divisa todo el valle. Cerca de la cima hay un nevero que guarda nieve todo el año.

## Arte
- Iglesia de San Martín.[3]
- Ermita de Nuestra Señora de la Misericordia.

## Economía
Agricultura y ganadería. Tiene dos casas rurales: Gailupa y Lazkano.

## Personajes célebres
- Juan Ramírez de Baquedano, marqués de Andía, político español.